# Panesthia birmanica
Panesthia birmanica är en kackerlacksart som beskrevs av Brunner von Wattenwyl 1893. Panesthia birmanica ingår i släktet Panesthia och familjen jättekackerlackor. Inga underarter finns listade i Catalogue of Life.